# Cicero (ligne rose du métro de Chicago)
Pour les articles homonymes, voir Cicéron (homonymie).
Ne doit pas être confondu avec Cicero (ligne bleue du métro de Chicago) ou Cicero (ligne verte du métro de Chicago).
 Cicero (anciennement 48th Street) est une station de la ligne rose du métro de Chicago située au sud-ouest de la ville. Elle se trouve à proximité du Hawthorne Shopping Center et offre une correspondance à la station Cicero du Metra ou s'arrête la ligne BNSF Railway.

## Description
Établie en surface, la station Cicero est située sur la ligne rose du métro de Chicago, entre la station terminus 54th/Cermak, et Kostner, en direction du Loop.
Elle fut ouverte le 16 décembre 1907 par la Metropolitan West Side Elevated. 
La gare d'origine était une structure de bois au milieu des deux voies de circulation au niveau du sol, de conception similaire aux stations avoisinantes, elle était plus grande qu’elles car l’hippodrome gênerait plus de trafic de passagers. La circulation des rames est coupée du trafic routier grâce à des passages à niveau. 
En 1978, la Chicago Transit Authority (CTA) fit reconstruire Cicero sous une forme plus vaste avec une structure moderne et utilitaire. Elle était composée de deux entrées, une sur Cicero Avenue et l’autre sur 49th Avenue  ce qui entraina la fermeture de la station 50th Avenue qui se trouvait deux blocks à l’ouest. 
En 2004, la Chicago Transit Authority lança un vaste projet de rénovation de la Douglas Branch vers 54th/Cermak. Eu égard au fait que Cicero avait été reconstruite récemment et était déjà accessible aux personnes handicapées, seuls des travaux de rénovation légers y ont été effectués. 
Après avoir mené une étude sur la mobilité sur les zones de mobilité dans le sud-ouest de la ville en 2004, la Chicago Transit Authority décida de créer une nouvelle ligne pour desservir la station Cicero et l’ensemble de la Douglas Branch. 
À partir de 2006, la ligne rose reprit l’ancien tronçon délaissé temporairement par la ligne bleue avant que le nouvel itinéraire via le loop et le Paulina Connector ne soit confirmé définitivement le 25 avril 2008. 
711 307 passagers y ont transité en 2008.

## Dessertes
| Nord/Ouest             |  |            |  | Sud/Est                                 |
| ---------------------- |  | ---------- |  | --------------------------------------- |
| 54th/Cermak (terminus) |  | ligne rose |  | Kostner vers 54th/Cermak via Clark/Lake |
| modifier sur Wikidata  |  |            |  |                                         |

## Correspondances avec le bus
Avec les bus de la Chicago Transit Authority :
- #21 Cermak
- #54 Cicero
- #54B South Cicero
- #X54 Cicero Express
- #N60 Blue Island/26th (Owl Service - Service de nuit)

Avec le Bus Pace :
- #302 Ogden/Stanley
- #392 Little Village-United Parcel Service